# Micești, Alba
Micești mai demult Chișfalău, Chișfălău (în maghiară Ompolykisfalud, Kisfalud, Regulustelke, în germană Kleindörfel, Dörflein) este o localitate componentă a municipiului Alba Iulia din județul Alba, Transilvania, România.

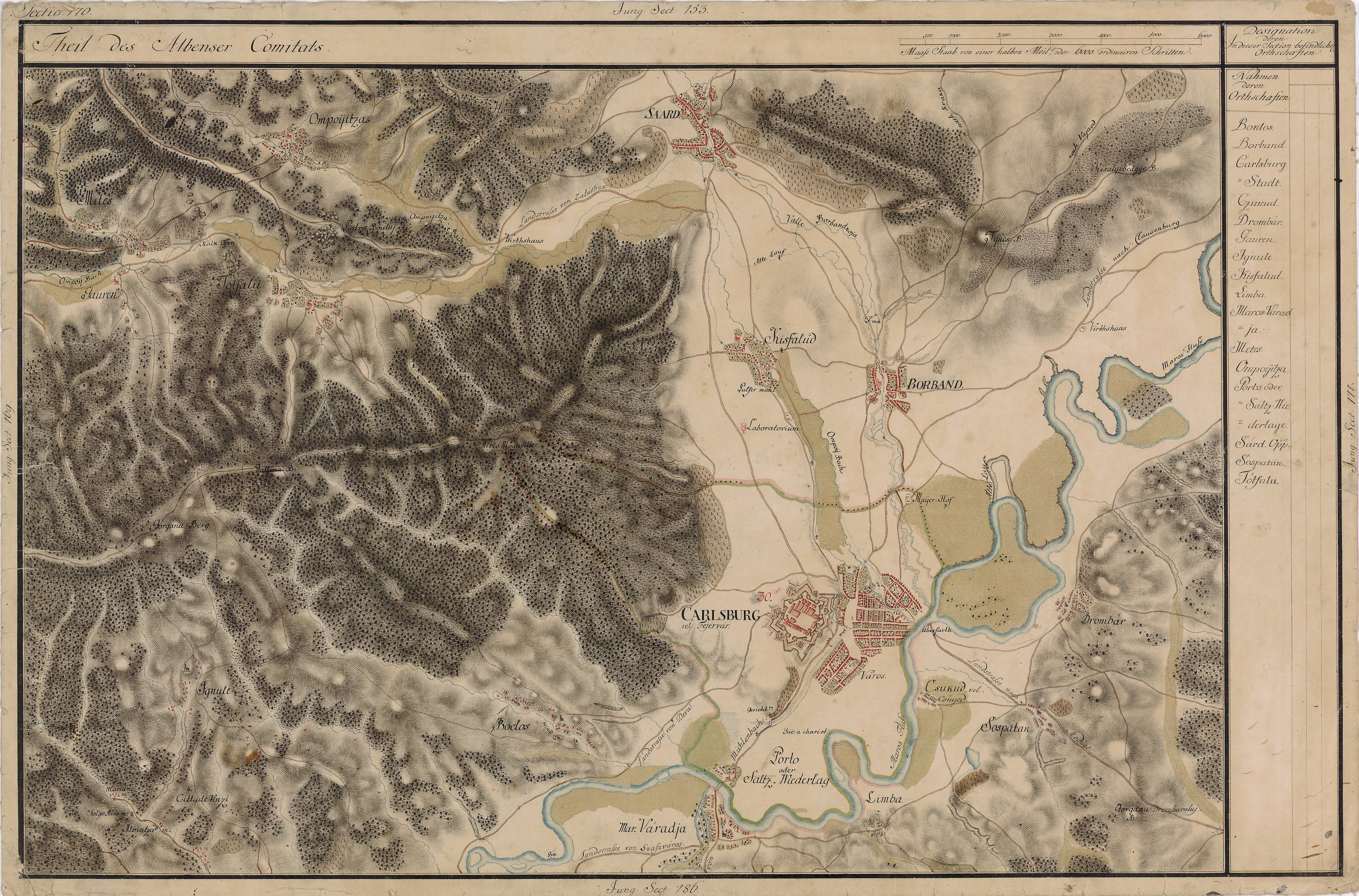
Micești (Kisfalud) pe Harta Iosefină a Transilvaniei,
1769-1773 (Sectio 170)

## Harta Iozefină
Pe Harta Iosefină a Transilvaniei din 1769-1773 (Sectio 170) localitatea apare sub numele de "Kisfalud".
În extravilanul sudic al satului exista în acea vreme o moară pentru praf de pușcă ("Pulfer Mühl"), precum și o stație denumită "Laboratorium".

## Obiectiv memorial
Monumentul Eroilor Români din Primul Război Mondial. Monumentul, de tipul troiță, este amplasat în comuna Micești. Acesta a fost realizat prin străduința soților Zaharie și Raveca Moldovan, în anul 1922, în memoria eroilor români căzuți în Primul Război Mondial. Pe placa din marmură este un înscris comemorativ: „Eroii neamului din comuna Micești-Chisealău 1914-1919“. Pe cruce, în plan frontal, este un alt înscris: „Întru pomenirea eroilor din Micești“. 